# Sevelinges
 (février 2017).
- Si vous ne connaissez pas le sujet, laissez ce bandeau (vous pouvez alors contacter les auteurs).
- Si vous supprimez le contenu mis en cause (vous pouvez préalablement contacter les auteurs),

argumentez précisément cette suppression dans la page de discussion
(un manque de référence n'est pas un argument ; une recherche réelle de référence doit avoir été effectuée, être formellement documentée).
Sevelinges est une commune française située dans le département de la Loire en région Auvergne-Rhône-Alpes.

## Géographie
Sevelinges est une commune du nord du département de la Loire dans l'arrondissement de Roanne. Elle faisait partie jusqu'à une date récente de l'ancien canton de Belmont-de-la-Loire et elle est englobée depuis la réforme 2013-2015 dans le nouveau canton de Charlieu, beaucoup plus vaste. Le territoire communal de Sevelinges épouse la forme d'une demi-lune, l'une de ses cornes s'étirant du nord au sud, l'autre du nord-est au sud-ouest, les environs du bourg formant assurant le contact entre les deux. Les communes voisines de Sevelinges sont au nord Le Cergne et Cuinzier, à l'ouest Jarnosse, au sud La Gresle appartenant désormais toutes au canton de Charlieu ; à l'est une commune du département du Rhône, la commune nouvelle de Cours (fusion de Cours-la-Ville et Pont-Trambouze) jouxte celle de Sevelinges. Sa situation place Sevelinges sur le plan humain et économique dans le Roannais mais la géographie physique l'inclut dans les marges du Haut-Beaujolais.
Son aire municipale est de dimension légèrement inférieure à la moyenne des communes du canton avec un peu plus de 8 km².
L'élément géomorphologique le plus notable concernant la commune de Sevelinges est la présence sur son territoire du Bois Grandjean (orthographié parfois Grangent). Cette haute croupe boisée qui culmine à 688 m. d'altitude domine tout le pays de moyenne altitude qui s'étend à ses pieds au sud et à l'ouest ce qui la rend visible de loin dans le canton de Charlieu notamment. Il s'agit d'un môle granitique représentant l'avancée la plus occidentale des monts du Beaujolais. Le Bois Grandjean constitue aussi un château d'eau d'où divergent en X 4 petits cours d'eau qui irriguent le nord-est roannais et dont le bassin de réception se creuse sur ses pentes.
Au sud, naît le Trambouzan, affluent direct de rive droite de la Loire, qui quitte très tôt, sous le lieu-dit Le Château, le territoire communal de Sevelinges, pour celui de La Gresle et qui en aval prendra une direction est-ouest subséquente (en conformité avec la pente générale du relief de la région).
Au nord prend sa source, sous le lieu-dit La Croix Couverte hors de la commune mais sur les pentes du Bois Grandjean, le Chandonnet sous affluent de la Loire par le Sornin, qui finira lui aussi par prendre en aval une direction est-ouest donc également conséquente.
Au nord-est les pentes du Bois Grandjean donnent naissance à celui des quatre cours d'eau qui sera finalement le plus abondant, le Jarnossin, tributaire direct de la Loire, qui quitte au bout de quelques centaines de mètres le territoire de Sevelinges pour celui de Cuinzier et qui prendra lui aussi en aval une direction conséquente.
La Trambouze naissante, appelée plus en aval à devenir une rivière abondante, ne concerne que marginalement le territoire de Sevelinges qu'elle ne traverse que sur moins d'un demi-kilomètre en aval de Cours alimentant au passage la seule usine existant dans la commune.
Au sud-ouest enfin s'écoule à partir du lieu-dit Les Forêts entre le bourg de Sevelinges et le hameau des Arras un ruisseau en forte pente attiré par le niveau de base assez bas que représente son embouchure dans la Trambouze en aval de Cours ; non nommé ce ruisselet offre la particularité, rare dans la région, de couler selon une direction obséquente (en opposition avec la pente générale du relief de la région). Une échine prolongeant les hauteurs du Bois Grangent mais sur une altitude inférieure (autour de 600 mètres) court jusqu'à la limite sud de la commune et au-delà se relevant même près du Crêt du Perray (dont le faîte - 655 m. d'altitude - appartient à La Gresle). Elle aboutit à diviser le territoire municipal en deux versants de superficie à peu près égale (4 km² environ chacun) l'un au sud-ouest l'autre à l'est (la commune ayant la forme d'un croissant). Le premier, drainé par de petits ruisseaux tributaires du Chandonnet, s'incline assez doucement vers le sud-ouest sur 2,5 km (620 m au lieu-dit Les Forêts, 420 m à Montachelet soit 8 % de pente) ; l'autre versant plonge plus brutalement à l'est vers le lit de la Trambouze sur 1 km (615 m près du lieu-dit La Raison, 445 m au Bas de Cours, soit une pente de 17 %). Ce versant est entaillé par plusieurs vallons dont le principal orienté nord-ouest - sud-est, de direction obséquente comme il est dit plus haut, sépare le bourg de Sevelinges du hameau des Arras. Le Bois Grangent est séparé d'un autre relief d'altitude similaire, le Bois de Joux 709 m d'altitude sur la commune du Cergne, par un ensellement, le col de la Croix Couverte à 614 m, sur la ligne de partage des eaux entre les bassins hydrographiques du Reins et du Sornin et livrant passage à la route qui relie Cours à Charlieu.
Le taux de boisement de la commune (250 hectares en forêt, soit 30 % de la surface) est un taux moyen rapporté à l'ensemble du nord-est roannais mais plus faible que celui de plusieurs communes du canton plus à l'est dans la montagne beaujolaise (47 % à Belmont-de-la-Loire, 51 % à Écoche, 52 % au Cergne), la relative modestie des altitudes ayant permis ici une mise en cultures plus complète des sols ; en fait la forêt ne subsiste vraiment que sur le bombement du Bois Grangent.

### Transport
Une ligne d'autocar reliant Thizy-les-Bourgs à Charlieu dessert quotidiennement Sevelinges avec un arrêt aux Arras.

La gare ferroviaire la plus proche est celle de Saint-Victor-sur-Rhins sur la ligne Lyon-Paris à 14 km de là, celle de Roanne sur la même ligne à 25 km. Sur l'itinéraire Lyon-Paray-le-Monial la gare de Chauffailles en Saône-et-Loire est accessible en 20 km.
Sevelinges est proche des axes régionaux de circulation, à 3 km seulement de Cours, dans le département du Rhône, reliée par des routes passantes à Thizy-les-Bourgs et Amplepuis au sud, Chauffailles au nord. D'ailleurs une voie fréquentée, la D70, traverse son territoire et relie Cours à Charlieu en traversant Les Arras et en  empruntant le col de La Croix Couverte. Plusieurs  autres routes départementales desservent la commune : l'une suit la ligne de crête qui divise la commune en deux versants, de la Croix Couverte au lieu-dit les Forêts (tronçon où se confondent la D35 et la D31) et au-delà par le Château jusqu'à la Raison (D45). Des Forêts une route, que l'on peut considérer comme centrale au niveau de la commune, descend vers le bourg qu'elle traverse comme rue principale et se prolonge, toujours en déclivité, vers Cours. Depuis le bourg la D35 a dévale vers la vallée de la Trambouze par le hameau de Lamure. Depuis les Forêts, décidément nœud routier à l'échelle municipale, la D31 se dirige vers Coutouvre; elle fut l'une des dernières de la région à être asphaltée dans les années 50. À partir de la Croix Couverte, carrefour d'importance au niveau local, une branche de la D31 part en direction du Cergne tandis que la D 70 (mais à l'extérieur de la commune) mène vers Cuinzier et au-delà vers Charlieu. Enfin, seule à traverser le secteur forestier du Bois Grangent, de la Croix Couverte à la Tuilière, la D 35 conduit à Jarnosse. Ainsi donc toutes les routes partant du"toit" communal la Croix Couverte-les Forêts amènent celui qui les emprunte à descendre en altitude tant qu'il reste sur le territoire municipal (la route montant de la Croix Couverte au Cergne est extérieure à la commune).

Rappelons pour en terminer avec les voies de communication qu'il y a un demi-siècle encore la voie ferrée frôlait la commune dans la vallée de la Trambouze quand existait la liaison ferroviaire St-Victor-sur-Rhins-Cours et que la gare de Cours était facilement accessible, même à pied, depuis le bourg de Sevelinges ou des Arras...

### Communes limitrophes

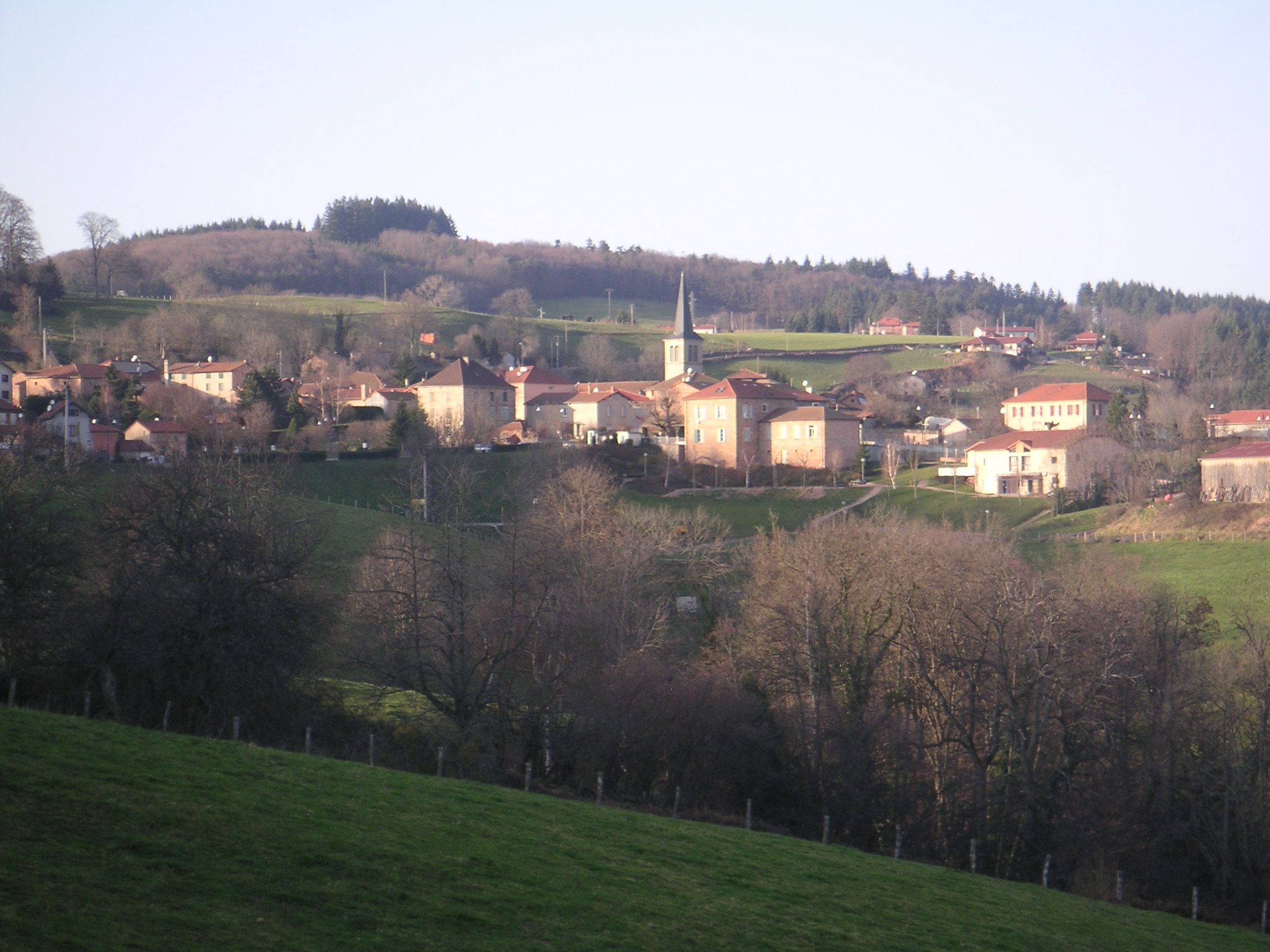
Sevelinges, vue du sud, automne
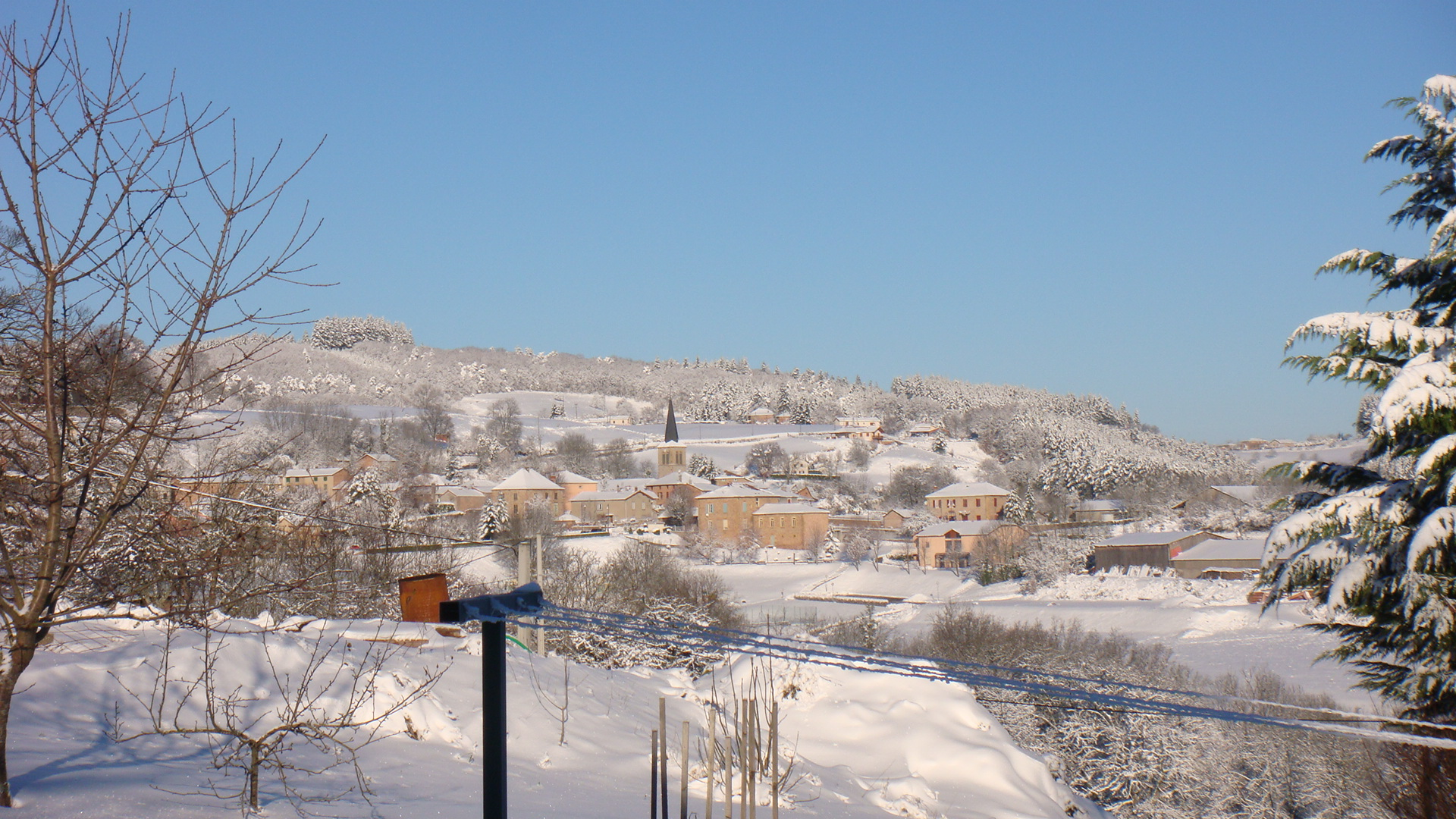
Sevelinges, vue du sud hiver
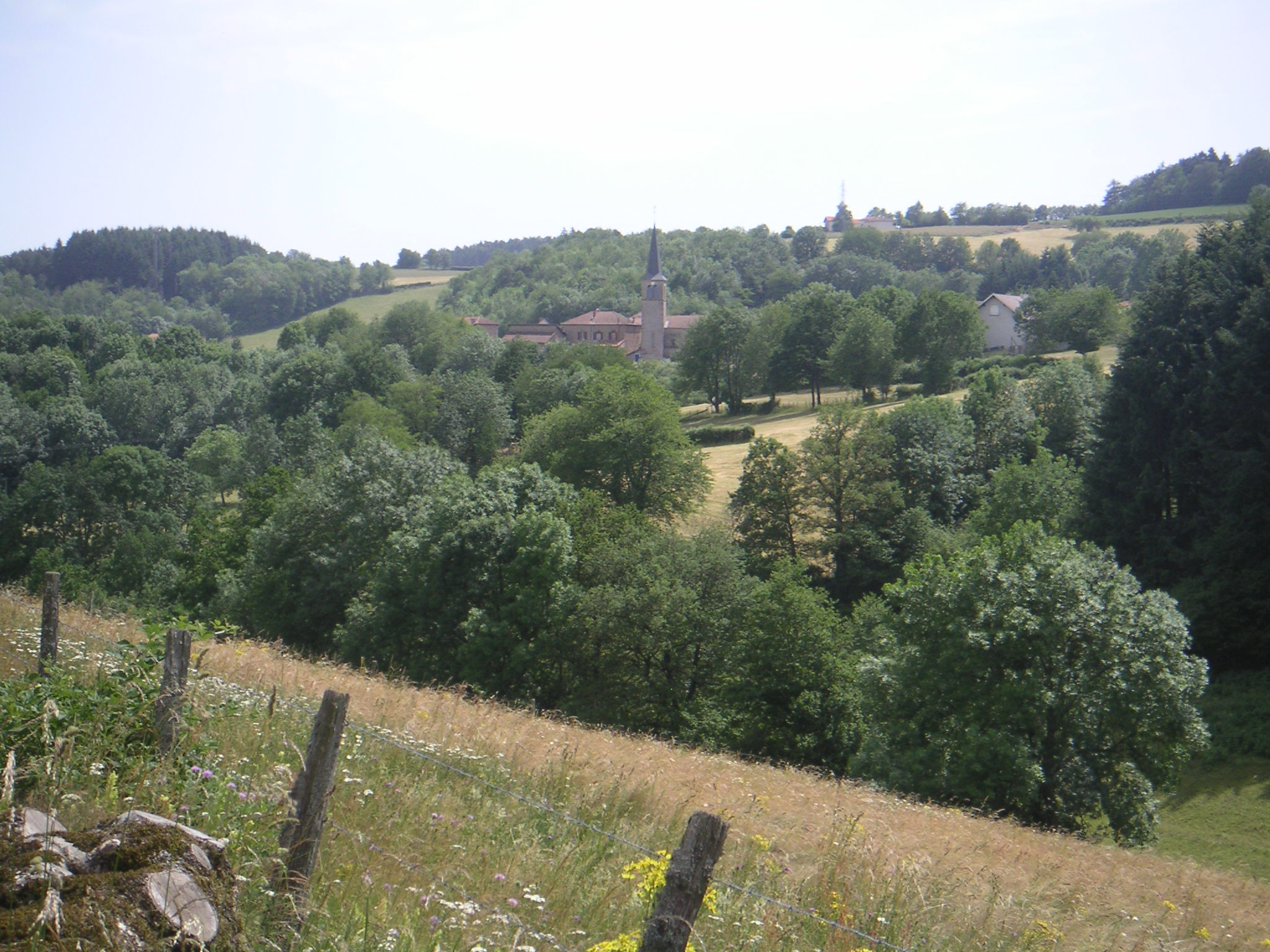
Sevelinges, vue du nord-est

### Climat
Pour des articles plus généraux, voir Climat d'Auvergne-Rhône-Alpes et Climat de la Loire.
En 2010, le climat de la commune est de type climat des marges montargnardes, selon une étude du Centre national de la recherche scientifique s'appuyant sur une série de données couvrant la période 1971-2000. En 2020, Météo-France publie une typologie des climats de la France métropolitaine dans laquelle la commune est exposée à un climat de montagne ou de marges de montagne et est dans la région climatique  Nord-est du Massif Central, caractérisée par une pluviométrie annuelle de 800 à 1 200 mm, bien répartie dans l’année. 
Pour la période 1971-2000, la température annuelle moyenne est de 10,2 °C, avec une amplitude thermique annuelle de 16 °C. Le cumul annuel moyen de précipitations est de 973 mm, avec 11,6 jours de précipitations en janvier et 8,1 jours en juillet. Pour la période 1991-2020, la température moyenne annuelle observée sur la station météorologique de Météo-France la plus proche, « Nandax », sur la commune de Nandax à 10 km à vol d'oiseau, est de 11,7 °C et le cumul annuel moyen de précipitations est de 916,6 mm,. Pour l'avenir, les paramètres climatiques de la commune estimés pour 2050 selon différents scénarios d'émission de gaz à effet de serre sont consultables sur un site dédié publié par Météo-France en novembre 2022.

## Urbanisme

### Typologie
Au 1er janvier 2024, Sevelinges est catégorisée commune rurale à habitat dispersé, selon la nouvelle grille communale de densité à sept niveaux définie par l'Insee en 2022.
Elle est située hors unité urbaine. Par ailleurs la commune fait partie de l'aire d'attraction de Cours, dont elle est une commune de la couronne,. Cette aire, qui regroupe 4 communes, est catégorisée dans les aires de moins de 50 000 habitants,.

## Histoire
La présence humaine remonte au moins à la période néolithique : au lieu-dit les Giraudières un hache de pierre polie a été découverte.
La présence de poteries et tuiles témoigne qu'une cité gallo-romaine existait sur les pentes du bois Grandjean.
Au Moyen Âge, au courant du IXe siècle, la paroisse est créée, bien que son nom n'apparaisse dans des actes qu’à partir de 1219 sous la forme "Sivilinges". La terminaison en -inges indique une origine burgonde du toponyme, à l'instar de la proche commune d'Arcinges.
La paroisse dépendait des moines bénédictins de Grandris puis de ceux de Charlieu. Elle appartenait au diocèse de Mâcon et dépendait de la châtellenie de Thizy.
En 1576 elle fut vendue par le duc de Nevers, héritier de Beaujeu-Linières, à Jean de Sirvinges, avocat au parlement de Paris. Ses descendants firent construire le château de Sevelinges.
Au XIXe siècle la commune est transformée. Une église nouvelle est construite en 1816 et le cimetière est déplacé en 1830. Des voies nouvelles sont créées de 1850 à 1900. Les écoles de filles et de garçons sont construites en 1880-1882. L’activité économique se développe : présence de nombreux moulins, métiers tissant la toile de Thizy, création de la teinturerie, etc.

## Politique et administration

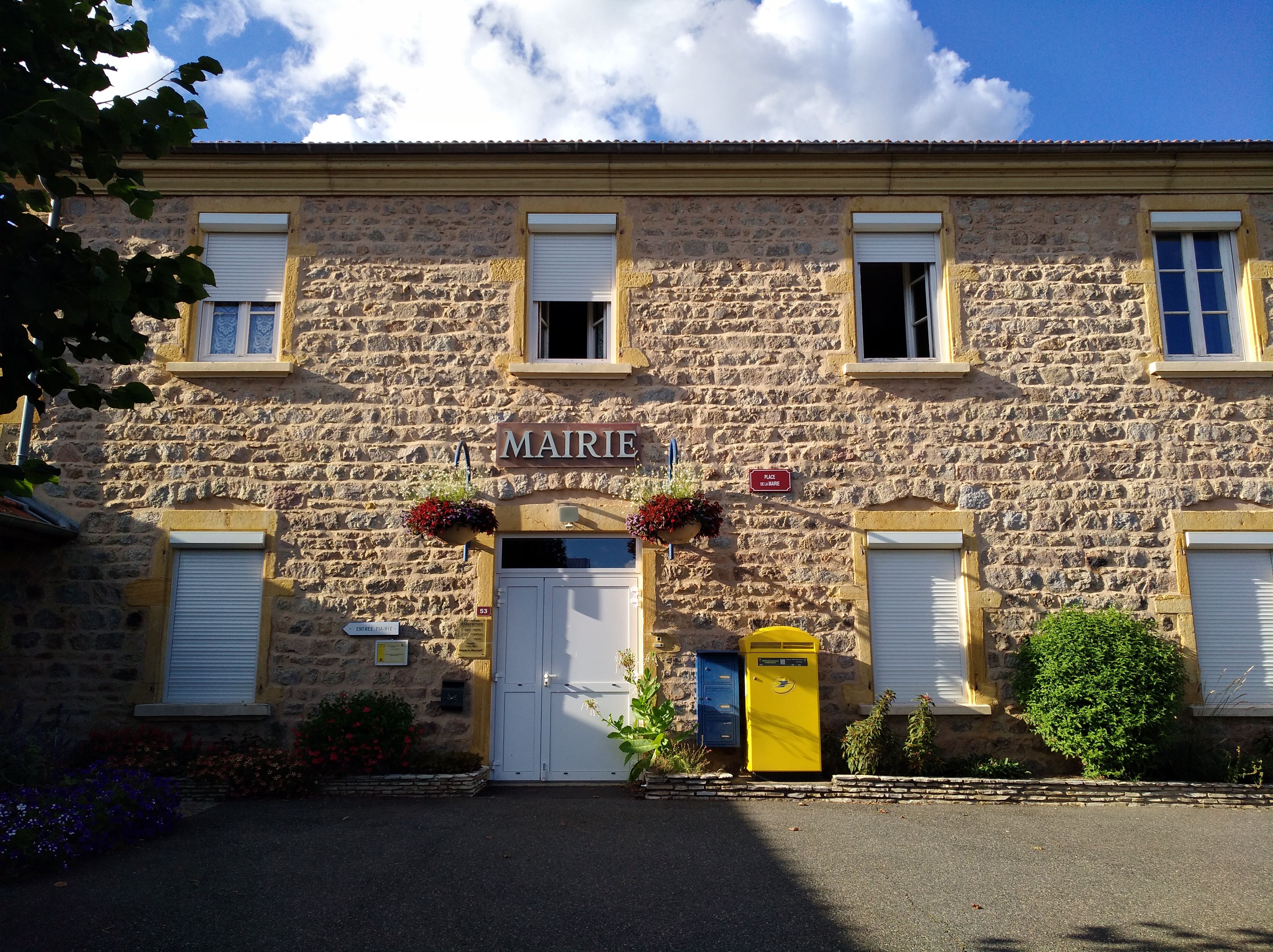
Mairie de Sevelinges

| Période                                  | Période  | Identité             | Étiquette | Qualité |
| ---------------------------------------- | -------- | -------------------- | --------- | --- |
| Les données manquantes sont à compléter. |          |                      |           | |
| 1816                                     | 1843     | Claude-Marie Cherpin |           | |
|                                          |          | Maître Chirat        | DVD       | Notaire |
| 1970                                     | 1971     | Catherine Lévite     |           | |
|                                          | 1987     | Joseph Beaupertuit   | DVD       | Agriculteur |
|                                          |          | Georges Vincent      |           | |
| 1987                                     | 2008     | Liliane Vaginay      | UMP       | Suppléante du député Pascal Clément (2002) - Députée (2005-2007) Présidente de la Communauté de communes de Belmont-de-la-Loire |
| 2008                                     |          | Michel Bonnefond     |           | Retraité |
| 2020                                     | En cours | Dominique Palluet    |           | |

## Démographie
L'évolution du nombre d'habitants est connue à travers les recensements de la population effectués dans la commune depuis 1793. Pour les communes de moins de 10 000 habitants, une enquête de recensement portant sur toute la population est réalisée tous les cinq ans, les populations de référence des années intermédiaires étant quant à elles estimées par interpolation ou extrapolation. Pour la commune, le premier recensement exhaustif entrant dans le cadre du nouveau dispositif a été réalisé en 2006.

En 2022, la commune comptait 650 habitants, en évolution de +0,46 % par rapport à 2016 (Loire : +1,32 %, France hors Mayotte : +2,11 %).
| 1793  | 1800 | 1806  | 1821  | 1831  | 1836  | 1841  | 1846  | 1851  |
| ----- | ---- | ----- | ----- | ----- | ----- | ----- | ----- | ----- |
| 1 070 | 830  | 1 073 | 1 069 | 1 251 | 1 424 | 1 349 | 1 233 | 1 330 |

| 1856  | 1861  | 1866  | 1872  | 1876  | 1881  | 1886  | 1891  | 1896 |
| ----- | ----- | ----- | ----- | ----- | ----- | ----- | ----- | ---- |
| 1 464 | 1 206 | 1 223 | 1 212 | 1 196 | 1 146 | 1 128 | 1 043 | 979  |

| 1901 | 1906 | 1911 | 1921 | 1926 | 1931 | 1936 | 1946 | 1954 |
| ---- | ---- | ---- | ---- | ---- | ---- | ---- | ---- | ---- |
| 902  | 914  | 898  | 793  | 774  | 810  | 665  | 601  | 668  |

| 1962 | 1968 | 1975 | 1982 | 1990 | 1999 | 2006 | 2011 | 2016 |
| ---- | ---- | ---- | ---- | ---- | ---- | ---- | ---- | ---- |
| 693  | 600  | 502  | 503  | 584  | 582  | 624  | 659  | 647  |

| 2021 | 2022 | - | - | - | - | - | - | - |
| ---- | ---- | - | - | - | - | - | - | - |
| 648  | 650  | - | - | - | - | - | - | - |

À l'instar de presque toutes les communes rurales de la région  Sevelinges a vu sa population décroître au cours du XXe siècle. Après un pic démographique  (la date en varie selon les communes ; à Sevelinges il s'est situé en 1856 avec 1464 habitants) l'exode rural l'a vidé des 2/3  de sa substance humaine en 120 ans ; 1975 a marqué l'étiage du peuplement avec 502 personnes. Après cette date un regain de croissance s'est produit au cours des années 80 du siècle précédent, les années 90 ont marqué un palier mais depuis l'année 2000 l'augmentation de la population est significative (au rythme annuel de 6,5 % portant la population de la commune à près de 659 personnes (recensement de 2011).
La répartition de la population de Sevelinges en nombreux écarts, hameaux et lieux-dits en dehors du bourg n'a rien d'exceptionnel s'agissant d'une région bocagère. La spécificité réside plutôt dans l'existence d'un gros hameau, les Arras, qui contrebalance en effet la très relative prépondérance du bourg : 1/3 des habitants de la commune y résident aujourd'hui, les habitations récemment construites lui ayant fait la part belle. À cela s'ajoutent, dispersés dans la commune, une vingtaine d'ensembles habités à la structure plus lâche. La plupart d'entre eux sont des lieux-dits réunissant un petit nombre d'habitations et sont très majoritairement implantés sur le versant sud-est de la commune. Peuvent ainsi être mentionnés (hors le bourg et les Arras) : Le Grand Chemin, Vaginay, les Terres, Fargeton, le Munet, Lamure, Chassignol, le Petit Chavanon, chez Chabat, Poulaillon. Quelques-uns de ces écarts jalonnent l'échine centrale, soit la Croix Couverte, Les Forêts, le Château (où se trouve le manoir auquel le hameau doit son nom et qui surplombe le bourg), aux Perroux et la Raison. Le versant sud-ouest, beaucoup moins peuplé, ne rassemble guère qu'à l'extrême nord la Croix Couverte et à l'extrême sud Montachelet, le noyau de peuplement le plus important étant le Bas Joly.
Sevelinges connaît une nouvelle embellie démographique au milieu des années 1980, essentiellement due à la réalisation d'un lotissement et de maisons autour du hameau Des Arras.

## Économie
Au XIXe siècle, un certain nombre d'habitants vivent, souvent à temps partiel, du travail de carderie qui consiste à réduire des tissus usagés en bourre. Ils exercent à domicile dans leurs caves transformées en ateliers d'où le surnom de rats blancs dont ils sont affublés parce qu'ils en sortent couverts de cette bourre blanche qui servira ensuite à l'industrie textile de la région. Des usines importantes se créent dès le milieu du XIXe siècle sur la rive ouest de la rivière Trambouze qui marque à la fois la limite départementale entre Rhône et Loire et avec la ville industrieuse de Cours alors en pleine expansion. La manufacture de couvertures Matray-Poizat comptera jusqu'à 500 salariés avant de faire une retentissante faillite à la suite de la crise de 1929. Seule l'usine de teinturerie subsiste encore de nos jours en limite du Rhône dans le hameau du Poulaillon. La commune de Sevelinges fut électrifiée en 1909, ce qui explique avec l'industrie alors florissante, son fort développement au début du siècle.
Les derniers métiers à tisser qui ont fait la réputation des rats blancs subsisteront encore quelques dizaines d'années après la Seconde Guerre mondiale mais seulement dans quelques ateliers d'artisans. Plusieurs entreprises de moyenne importance se sont développées dans les années 1960 et 1970 dans le textile et la métallurgie avant de décliner ou de quitter la commune.
L'activité économique présente à Sevelinges réunit l'échantillonnage habituel des secteurs de production et de services mais dans le cadre géographique d'une nette diffrenciation entre une versant occidental à vocation essentiellement agricole et un versant oriental regroupant les activités usinières et artisanales caractéristiques du bassin de la Trambouze.
Le commerce occupe à Sevelinges une place restreinte; le commerce en boutique y est même totalement absent comme il est courant de l'observer de nos jours dans les zones rurales concurrencé qu'il est par les magasins à grande surface qui ne se trouvent jamais très loin.. le secteur marchand est représenté exclusivement par un négoce de machines, une activité de vente et de convoyage de voitures et une entreprise de vente de vins tous trois établis dans le bourg. A une époque pas très éloignée existaient plusieurs cafés, deux magasins d'alimentation , une boulangerie, deux boucheries, un commerce de combustibles, l'atelier d'un tailleur. 
Le secteur des services inclut d'autre part trois gites ruraux et chambres d'hôtes implantés à proximité de la zone forestière du Bois Grandjean.
Le poids de l'industrie dans l'économie de la commune est déterminant : une assez grosse unité de production existe, sur les marges de la commune dans la vallée de la Trambouze, qui se consacre à la teinture des bobines de fil et à l'ennoblissement  des tissus (apprêts, encollage et teinture). Elle constitue une filiale d'un groupe textile dont le siège est à St-Vincent-de-Reins. Bien que son activité se soit réduite depuis quelques années elle emploie encore une soixantaine de salariés et constitue le plus important, acteur industriel de Sevelinges. Dans des bâtiments contigus s'est insallée il y a quelques années une entreprise de filature et de tissage de linge de maison, établissement secondaire d'une entreprise du Nord qui travaille en partenariat avec l'usine voisine et emploie une vingtaine de salariés. Ces deux établissements témoignent de l'appartenance ancienne de la commune au bassin industriel textile du Roannais même si l'évolution de ce secteur en a modifié la structure: il fut un temps en effet où cette branche de production était encore illustrée par une petite usine  de tissage aux Forêts, des ateliers familiaux à domicile travaillant à façon et une usine d'encollage de tissu près du bourg. 
L'artisanat est représenté dans la commune par le nombre notable de 14 entreprises. les unes dans le  bâtiment: une maçonnerie, trois en  plâterie-peinture-vitrerie , une de revêtements de sols, une de carrelage, une autre encore  d'installation électrique. A cela s'ajoutent diverses activités personnelles de petits travaux
L'agriculture quant à elle fait vivre quatre exploitations d'élevage bovin dont trois pratiquent l'élevage de vaches laitières la quatrième l'élevage de vaches allaitantes,  sur 503 ha constituant le  terroir utilisé de la commune, soit une superficie moyenne de 125 ha par exploitation. Comme dans le reste du nord-est roannais à dominante herbagère prairies et prés forment l'essentiel de la mise en valeur des terres, soit 87 %, éclipsant presque totalement les labours encore que  persiste une petite production céréalière. Plus récemment est apparue dans la commune la production maraîchère.  Restent  aussi  des activités spécialisées: élevage de volailles, apiculture.

Sevelinges dispose d'un marché hebdomadaire depuis le 4 juin 2021.

## Culture locale et patrimoine

### Lieux et monuments

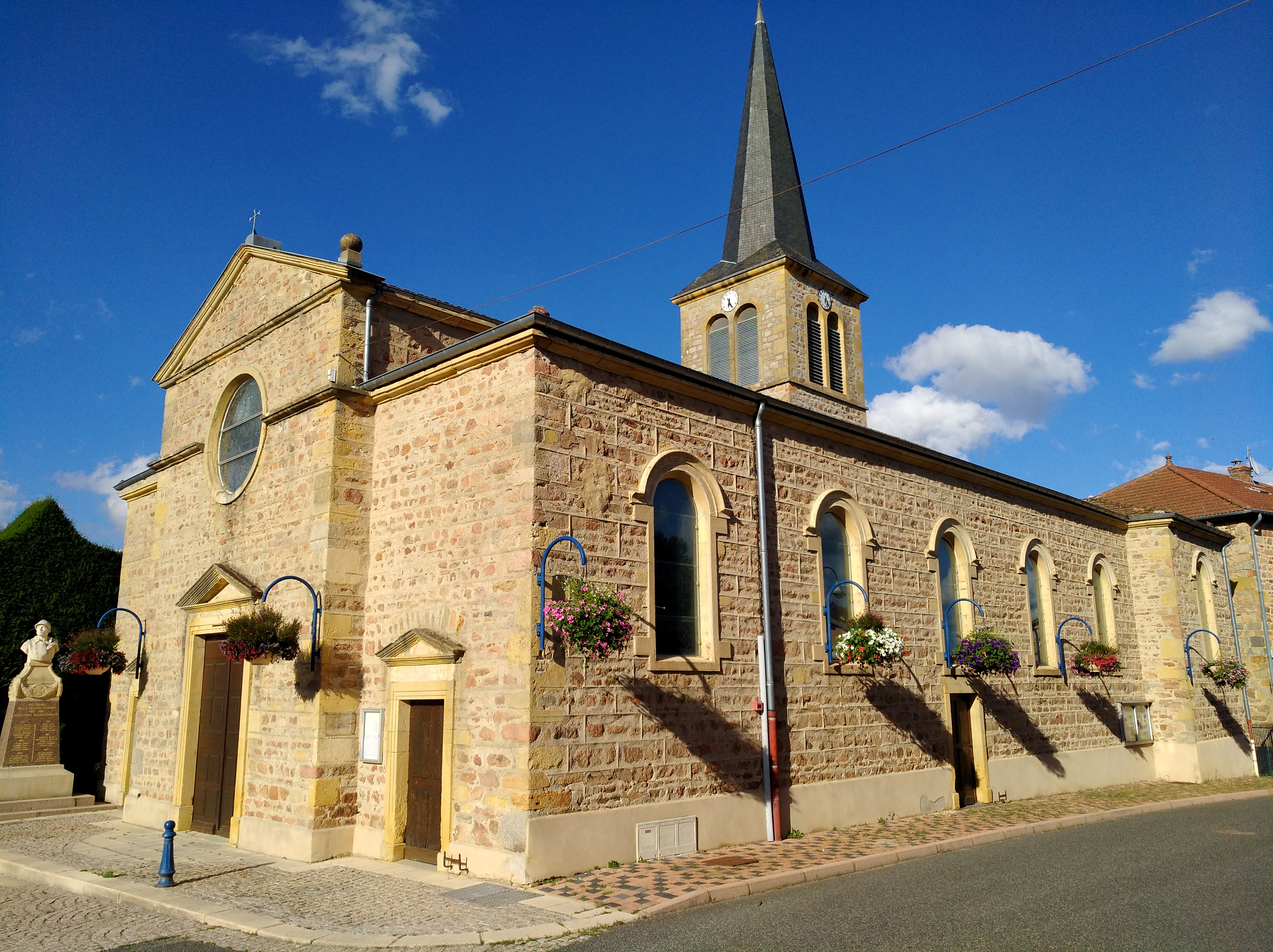
Église de Sevelinges

Le village compte aussi une école publique, une église, une salle des fêtes, des courts de tennis, un garage, un salon de coiffure et un bar qui fut une boulangerie.
- Église du Martyre-de-Saint-Jean-Baptiste de Sevelinges.

### Espaces verts et fleurissement
En 2014, la commune de Sevelinges bénéficie du label « ville fleurie » avec « 1 fleur » attribuée par le Conseil national des villes et villages fleuris de France au concours des villes et villages fleuris.

### Personnalités liées à la commune
- Charles-Louis de Sevelinges (1767-1832), écrivain, traducteur et journaliste.
- Charles Cherpin (1813-1884), homme politique né à Sevelinges.

### Héraldique
| Blason de Sevelinges | Blason  | Tiercé en pairle renversé : au 1er d'or à deux navettes de tisserand de gueules passées en sautoir, au 2e de gueules à un rat d'argent, au 3e d'argent à trois fasces ondées d'azur et à un sapin coupé au naturel brochant sur le tout.                                                               |
| Blason de Sevelinges | Détails | Les navettes de tisserand symbolisent les anciens métiers à tisser, le rat blanc est le sobriquet couramment utilisé pour nommer les Sévelingeois, le sapin évoque une commune boisée et les ondes la Trambouze qui arrose la commune. Création de Jean-François Binon adoptée par la commune en 2020. |